# Літун Андрій Миколайович
Андрій Миколайович Літун (11 липня 1984, с. Вилок Виноградівського району Закарпатської області — 6 березня 2022)  — підполковник Збройних Сил України, учасник російсько-української війни.

## Життєпис
Народився 11 липня 1984 року в селищі Вилок Виноградівського району Закарпатської області. У 2001 році закінчив Мукачівський ліцей з посиленою військово-фізичною підготовкою (нині — Закарпатський обласний ліцей-інтернат з посиленою військово-фізичною підготовкою Закарпатської обласної ради імені Героїв Красного поля). Потім — Одеський інститут Сухопутних військ (нині — Військова академія (м. Одеса)). Пройшов усі посади — від командира взводу до командира батальйону.
З 2014 року брав участь в Антитерористичній операції та Операції Об'єднаних сил на сході України. Брав участь у боях за міста Дебальцеве, Красногорівку, селище Піски (усі — Донецька область), смт Станицю Луганську, місто Щастя (обидва — Луганська область).
Під час російського вторгнення в Україну служив командиром 1-го гірсько-штурмового батальйону 128-ї окремої гірсько-штурмової бригади. Батальйон під його керівництвом відбивав ворожі атаки на Запорізькому напрямку, знищив до 18 одиниць колісної та до 20 одиниць броньованої техніки, живу силу ворога.
6 березня 2022 року загинув, стримуючи наступ ворога.
Похований 10 березня 2022 року в м. Мукачево Закарпатської області.

## Нагороди
- звання «Герой України» з удостоєнням ордена «Золота Зірка» (2022, посмертно) — за особисту мужність і героїзм, виявлені у захисті державного суверенітету та територіальної цілісності України, вірність військовій присязі[2].
- орден Богдана Хмельницького III ступеня (2016) — за вагомий особистий внесок у зміцнення обороноздатності Української держави, мужність, самовідданість і високий професіоналізм, виявлені під час бойових дій та при виконанні службових обов'язків[3].
- Медаль захиснику вітчизни (2015)[джерело?].
- Медаль за 15, 10 і 15 років сумлінної служби (2018)[джерело?].
- Медаль Ветеран війни[джерело?].
- Нагрудний знак за участь в АТО (2014)[джерело?].
- Нагрудний знак за МОУ[джерело?].
- Нагрудний знак за воїнську доблесть і честь[джерело?].
- Нагрудний знак за участь в АТО-(2018)[джерело?].
- Відзнака Президента України За участь АТО (2017)[джерело?].
- Нагрудний знак за воїнську доблесть генерального штабу 1, 2 ступенів-(2012)[джерело?].
- Медаль за волю і честь[джерело?].

## Увічнення пам'яті
23 березня 2022 року на честь Андрія Літуна було перейменовано вулицю Льва Толстого в місті Мукачево.